# Albireo (csillag)
Ez a szócikk a csillagról szól, a csillagászati folyóirat Albireo (folyóirat), az egyesület Albireo Amatőrcsillagász Klub néven található.

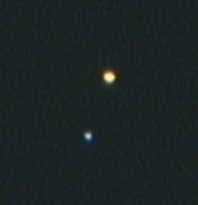
Az Albireo két összetevője kisebb távcsövekben is könnyen elkülöníthető

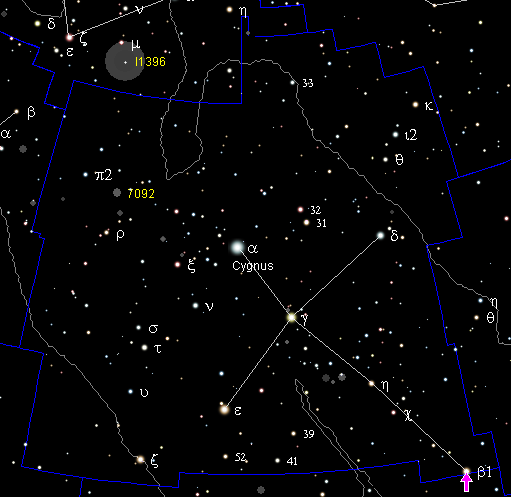
Az Albireo helye, jobb alsó sarok. A kereszthez hasonlító alakzat az Északi Kereszt. A kék vonalak a Hattyú csillagkép határait jelölik.

Az Albireo (β Cyg, β Cygni vagy béta Cygni) a  Hattyú (Cygnus) csillagkép harmadik legfényesebb csillaga. Bár a Bayer-féle jelölése „béta”, valójában a γ Cygni fényesebb nála.
Mivel az Albireo a hattyú fejében helyezkedik el, angol nyelvterületen csőrcsillagnak („beak star”) is nevezik. A Deneb, δ Cygni és η Cygni csillagokkal formálja az „Északi Keresztet”.
A csillag neve egy félreértésből és egy hibás fordításból ered. A csillag eredeti neve al-Minhar al-Dajajah, „a tyúk csőre” volt, mint az arab szövegekben. Latin tudósok félreértették, azt hitték, hogy egyfajta gyógynövény nevéből származik, és  ab ireo („ireusból”) névre fordították. Később az emberek úgy tekintették, mint egy arab kifejezés félrenyomtatott alakját, és átírták al-bireo-ra.

## Leírása
Az Albireo 385 fényév távol található a Földtől. Szabad szemmel egyetlen csillagnak látszik. Valójában kisebb távcsővel is felbontható kettőscsillag, melynek egyik összetevője sárga (3,1 magnitúdós), a másik kék (5,1 magnitúdós), a kettőt 34 ívmásodperc választja el. Az egyik legkönnyebben felbontható kettőscsillag a nagyon eltérő színek miatt.
Eleinte puszta optikai kettősnek gondolták, melyek nem egymás körül keringenek. Azonban kimutatták, hogy a nagy távolság ellenére is valódi kettőscsillag.
A fényesebb, sárga tagja a párnak, a β Cygni A, maga is egy szoros kettőscsillag.